# Dieu et Mammon
Dieu et Mammon est un essai de François Mauriac publié pour la première fois en 1929 aux éditions du Capitole. Il constitue une réponse de l'auteur à des interrogations que lui avait formulées André Gide par interpellation épistolaire – à la suite de la parution de l'essai de Mauriac La Vie de Jean Racine (1928) – qui intimait à Mauriac de choisir entre Dieu et ses passions humaines.

## Éditions
- Dieu et Mammon précédé de Étude de Ramon Fernandez, coll. « Faits et gestes de la vie contemporaine », éditions du Capitole, Bordeaux, 1929, 218 p.
- Dieu et Mammon préface de Ramon Fernandez, Éditions du Siècle, Paris, 1933, 208 p.
- Dieu et Mammon suivi de Souffrances et bonheur du chrétien, La Vie et la Mort d'un poète, Les Maisons fugitives et Hiver, Paris, éditions Grasset, 1958 et 1967, 302 p.  (ISBN 9782246808336)